# زاكاري بريو
زاكاري بريو (بالإنجليزية: Zachary Breaux)‏ هو عازف قيثارة أمريكي، ولد في 26 يونيو 1960 في بورت أرثر في الولايات المتحدة، وتوفي في 20 فبراير 1997 في ميامي بيتش في الولايات المتحدة.

## وصلات خارجية
- زاكاري بريو على موقع ميوزك برينز (الإنجليزية)
- زاكاري بريو على موقع أول ميوزيك (الإنجليزية)
- زاكاري بريو على موقع ديسكوغز (الإنجليزية)